# Seredpilți, Radehiv
Seredpilți (în ucraineană Середпільці) este localitatea de reședință a comunei Seredpilți din raionul Radehiv, regiunea Liov, Ucraina.

## Demografie
Componența lingvistică a localității Seredpilți
     Ucraineană (99,81%)
     Alte limbi (0,19%)
Conform recensământului din 2001, majoritatea populației localității Seredpilți era vorbitoare de ucraineană (99,81%), existând în minoritate și vorbitori de alte limbi.